# Geely Emgrand GS
La Geely Emgrand GS, chiamata anche Geely GS, è un'autovettura prodotto dalla casa automobilistica cinese Geely dal 2018.

## Descrizione
La vettura è un crossover compatto sviluppato sulla stessa piattaforma della berlina media Geely Emgrand GL. 
Il veicolo è stato presentato al Salone dell'Auto di Pechino nell'aprile 2016. La vettura è stata disegnata da Peter Horbury, ex progettista della Volvo. La trazione è solo sulle ruote anteriori ed è abbinata ad una trasmissione con cambio manuale a 6 marce o in opzione ad una a doppia frizione a 6 marce della Getrag.
Le motorizzazioni disponibili al lancio sono: il 1,3 litri turbo da 130 CV e 185 Nm di coppia e un 1,8 aspirato da 133 CV e 170 Nm di coppia. Nel 2018 in concomitanza di un leggero restyling che ha interessato i paraurti anteriori e posteriori, è arrivato un propulsore turbo da 1,4 litri con 133 CV. Nel 2019 è stata sottoposta nuovamente ad un aggiornamento, questa volta più importante con nuova griglia e disegno interno dei fari posteriori, con il motore 1,4 litri che è stato potenziato a 141 CV ed è arrivato un 1,5 litri turbo tre cilindri da 177 CV.
Nel gennaio 2021 la vettura è stata sottoposta ad un profondo restyling, che ha interessato la zona dei paraurti e dei fari sia anteriori che posteriori, che sono stati totalmente ridisegnati e riprogettati.

## Geely Emgrand GSe

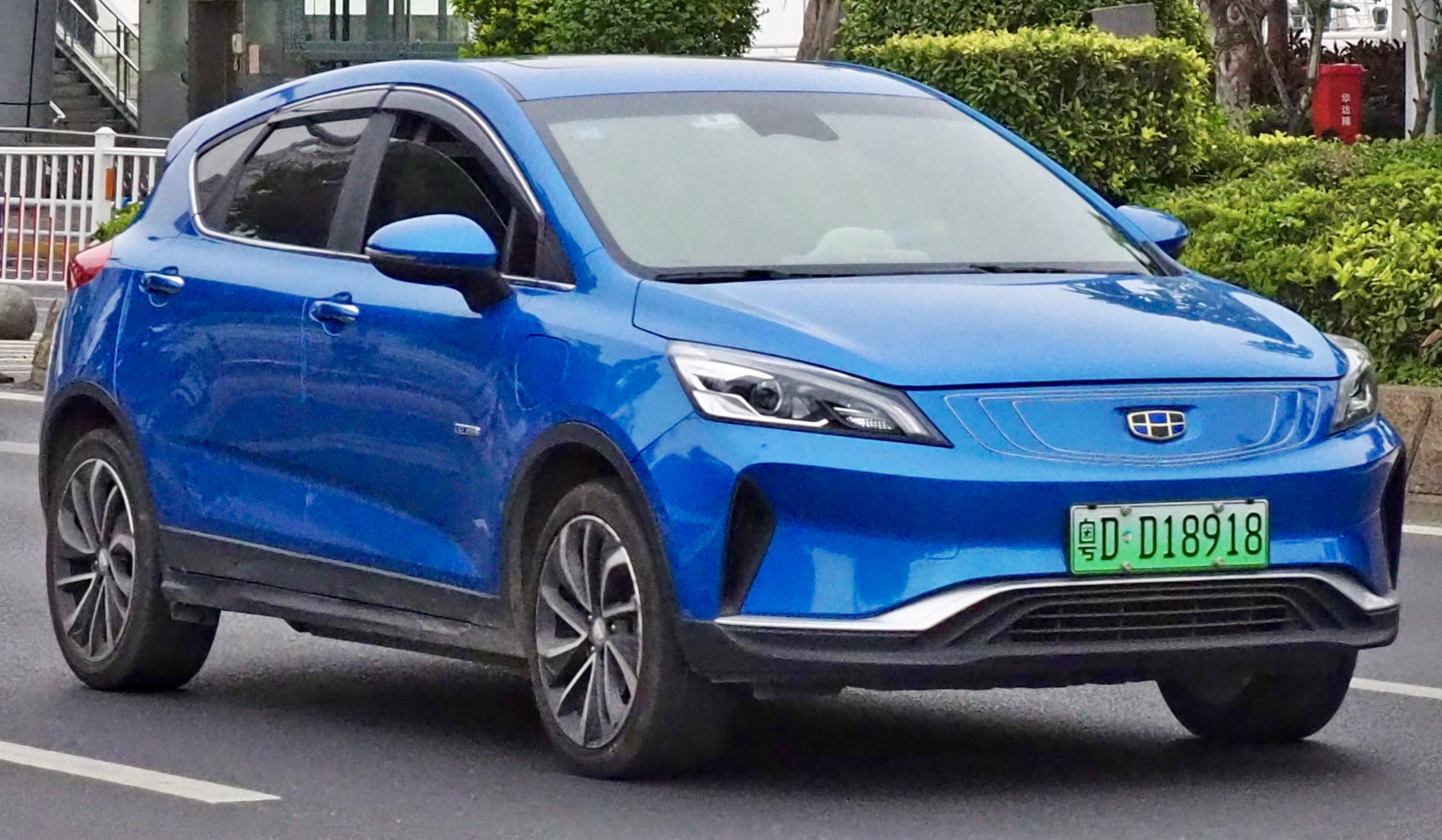
Geely Emgrand GSe del 2018

Il 9 giugno 2018 è stata presentata la Geely GSe, la versione elettrica dalla GS.
La Geely Emgrand GSe è alimentato da un unico motore elettrico che produce 163 CV e 250 Nm di coppia, abbinato a un pacco batterie da 52 kWh con un'autonomia dichiarata secondo il ciclo NEDC di 353 chilometri.
L'accelerazione da 0 a 100 km/h viene coperta in 9,9 secondi.